# من می‌کشم، تو می‌کشی
من می‌کشم، تو می‌کشی (ایتالیایی: Io uccido، tu uccidi) یک فیلم کمدی ایتالیایی به کارگردانی جیانی پوچینی در سال ۱۹۶۵ است.

## بازیگران
- فرانکو فرانچی در نقش فرانکو (بخش «کاوالریا روستیکانا، اوجی»)
- چیچو اینگراسیا در نقش توریدو (بخش «کاوالریا روستیکانا، اوجی»)
- فرانکا پولزلو در نقش لولا - همسر فرانکو (بخش «کاوالریا روستیکانا، اوجی»)
- روزالبا نری در نقش همسر توریددو (بخش «کاوالریا روستیکانا، اوجی»)
- انریکو ویاریزیو در (بخش «رقص ساعت‌ها»)
- پائولو پانلی به عنوان (بخش «رقص ساعت‌ها»)
- مارگارت لی به عنوان (بخش «رقص ساعت‌ها»)
- دانیلا ایگلیوزسی به عنوان (بخش «رقص ساعت‌ها»)
- ماریو سیلتی به عنوان (بخش «رقص ساعت‌ها»)
- اوجنیو کاپابیانکا به عنوان (بخش «رقص ساعت‌ها»)
- امانوئل ریوا به عنوان (بخش «زنی که تنها زندگی می‌کرد»)
- ژان-لویی ترنتینیان به عنوان (بخش «زنی که تنها زندگی می‌کرد»)
- دومینیک بوشرو به عنوان (بخش «زنی که تنها زندگی می‌کرد»)
- استلا مونکلار به عنوان (بخش «زنی که تنها زندگی می‌کرد»)
- ماریو کلی در (بخش «زنی که تنها زندگی می‌کرد»)
- السا واتسولر
- جینا ماشتی